# Nargun

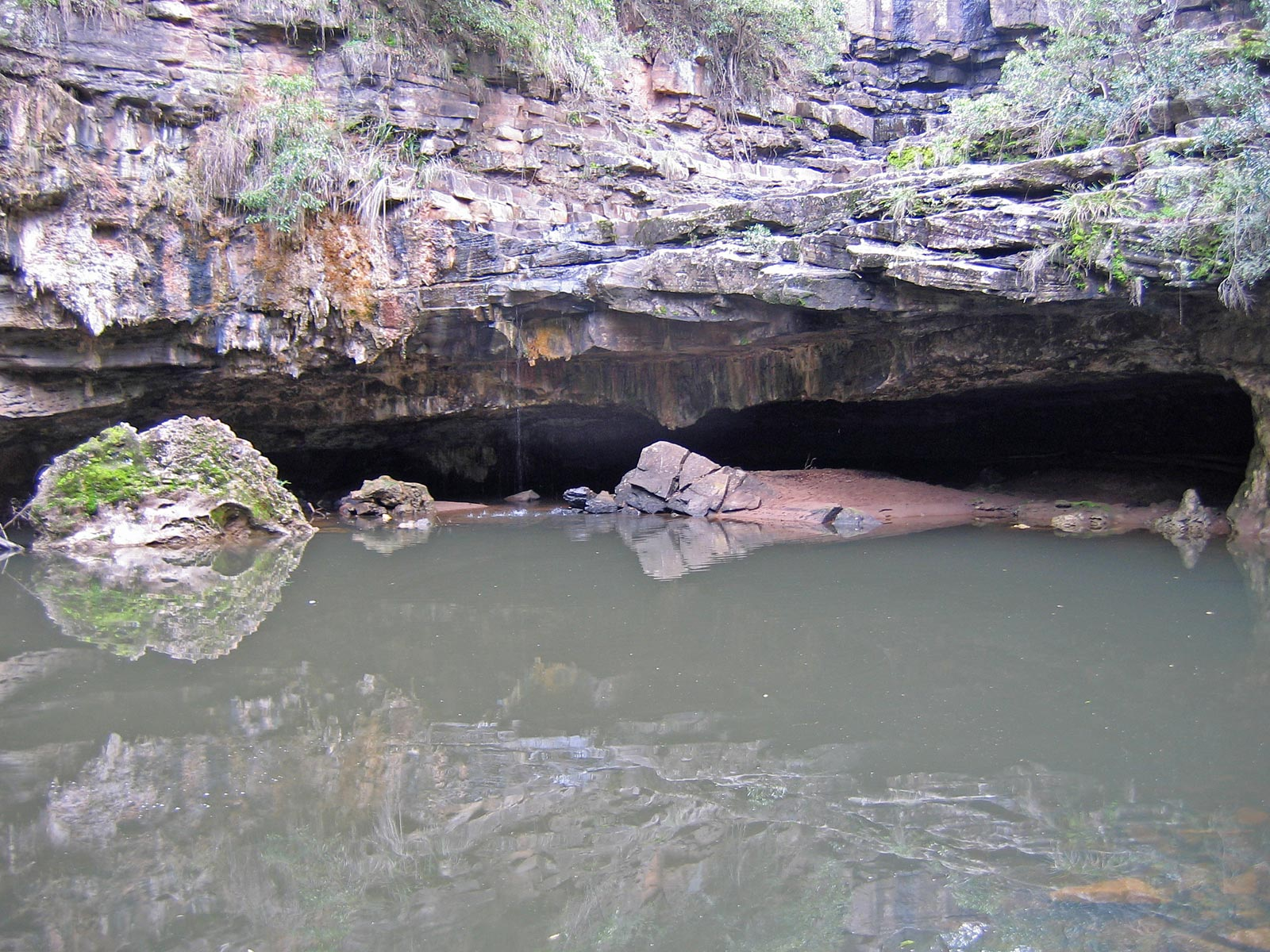
La tanière du Nargun.

Selon les légendes des tribus Gunaï, le Nargun est une créature féroce mi-humaine mi-rocheuse qui vit dans une caverne sous un rocher suspendu. Ce rocher est situé derrière une chute d'eau, dans le parc national de la rivière Mitchell. 

## La tanière du Nargun

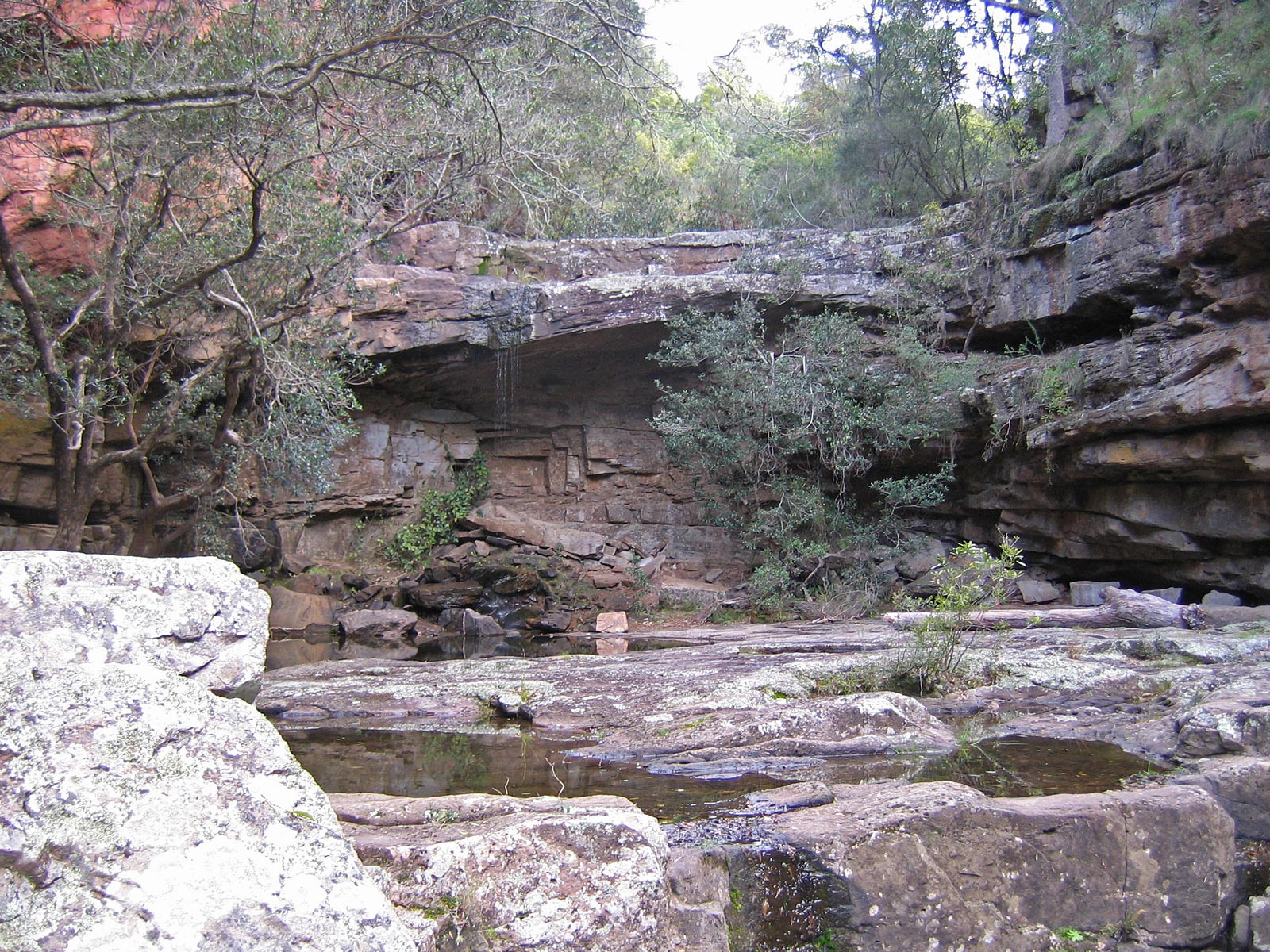
Tanière de Deadcock.

La caverne où vit le Nargun, appelée la tanière du Nargun, est située dans la crique du Woolshed, un petit affluent de la Mitchell River à environ 1 kilomètre en amont de la confluence entre la crique et la rivière. Des histoires racontent, que lors de feux de camp, le Nargun pouvait enlever des enfants qui s'aventuraient dans la caverne. On dit également qu'il ne peut être blessé ni par les boomerangs, ni par les flèches, car ils sont invariablement retournés à l'envoyeur.
Ces histoires avaient deux buts principaux : à la fois un rôle de prévention pour garder les enfants à proximité du feu de camp, mais également pour les tenir éloignés de la caverne sacrée. La tanière du Nargun était considérée comme un lieu particulier pour les femmes de la tribu Gunaï. En vérité, elle était utilisée pour l'initiation des femmes et pour les cérémonies d'apprentissage, davantage que comme repaire d'un quelconque prédateur. À une époque, la tanière était bordée de stalactites, mais ils ont malheureusement été cassés au fil des années par des visiteurs qui voulaient conserver un souvenir.
Bien que moins connu, il existe un site similaire, appelé Tanière de Deadcock, situé le long de la crique de Woolshed, en aval de la Tanière du Nargun, à juste 200 m de la confluence avec la rivière Mitchell. Ce lieu avait également une grande symbolique culturelle pour le peuple Gunaï, en particulier les femmes.

## Fiction moderne
En 1974, l'auteur australien, Patricia Wrightson, écrivit un livre de nouvelles pour enfants. Ce livre primé s'appelait Le Nargun et les étoiles (The Nargun and The Stars en VO) et fut adapté en série pour la télévision. L'intrigue met en scène un jeune garçon qui s'installe dans une vallée isolée de l'Australie, où il découvre une variété de créatures provenant de l'ancien Temps du rêve. Dans cette histoire, le Nargun est une pierre indestructible qui se déplace lentement à travers la vallée, en détruisant tout sur son passage. Une autre histoire, écrite plus tard par Patricia Wrightson suggéra qu'il existait de multiples Narguns.